# Paraloxopsis
Paraloxopsis is een geslacht van Phasmatodea uit de familie Diapheromeridae. De wetenschappelijke naam van dit geslacht is voor het eerst geldig gepubliceerd in 1932 door Günther.

## Soorten
Het geslacht Paraloxopsis omvat de volgende soorten:
- Paraloxopsis korystes Günther, 1932
- Paraloxopsis tuberculata (Redtenbacher, 1908)